# Eunidia subflavoapicata
Eunidia subflavoapicata är en skalbaggsart som beskrevs av Stefan von Breuning 1966. Eunidia subflavoapicata ingår i släktet Eunidia och familjen långhorningar.
Artens utbredningsområde är Rwanda. Inga underarter finns listade i Catalogue of Life.